# Ihme
ihme（イフミー）とは、2017年12月に創刊し、株式会社ソポブックスと有限会社スタイルグラフィックスが制作発行している季刊のガーリーフォトブック。

## 概要
2017年5月30日に創刊準備号を発行。その後は年2、3回の発行。
「もしも私が本（物語）の主人公だったら・・・」
毎号ひとつのテーマを元に、いま話題の女性達を被写体に抜擢。トレンドに敏感な彼女たちとクリエイターが作る様々なスタイルのガーリーフォトブック。

## 出版号詳細
issue1 PINK 2017年12月発行 請求記Y94-M1819、国立国会図書館書誌ID029586425、日本全国書誌番号23187307、 ISBN-13978-4908924019。